# Gregorio Bare
Gregorio Amadeo Bare Rossario (* 19. März 1973 in Colonia del Sacramento) ist ein ehemaliger uruguayischer Radrennfahrer und nationaler Meister im Radsport.

## Sportliche Laufbahn
Bare war im Straßenradsport und im Bahnradsport aktiv. Er war Teilnehmer der Olympischen Sommerspiele 1996 in Atlanta und 2000 in Sydney. Bei beiden Spielen beendete er das olympische Straßenrennen nicht. Bei den UCI-B-Weltmeisterschaften 1999 in Montevideo gewann er das Straßenrennen vor Pedro Pablo Pérez aus Kuba. Bare holte Etappensiege in der Vuelta Ciclista del Uruguay in den Jahren 1993, 1994, 1995, 1997, 1999, 2000, 2001, 2002, 2003 und 2006.
1997 gewann er zwei Etappen, 1999 eine, 2001 fünf, 2002 zwei, 2003 drei Etappen und 2006 eine Etappe in der Rutas de América. In der Copa América de Ciclismo 2002 kam er auf den zweiten Rang. Auf der Bahn holte Bare  die bei den UCI-B-Weltmeisterschaften 1999 die Titel im Sprint und im Zeitfahren. 1999 wurde er nationaler Meister im Zeitfahren, 2018 gewann er mit 46 Jahren die Titel im Sprint und im Punktefahren. Er startete 1995 und 1999 bei den Panamerikanischen Spielen.